# Daimler-Benz
«Daimler-Benz AG» — ныне несуществующая немецкая автомобилестроительная компания, выпускавшая собственные автомобили и двигатели внутреннего сгорания. Основана 28 июня 1926 года в результате слияния двух старейших немецких фирм — Benz & Cie. и Daimler Motoren Gesellschaft.
В 1998 году концерн Daimler-Benz AG выкупил американского производителя автомобилей Chrysler и был реформирован в DaimlerChrysler AG. После перепродажи Chrysler Group фонду Cerberus Capital Management и смены названия на Chrysler LLC в августе 2007 года, основная компания также была переименована в Daimler AG.

## История

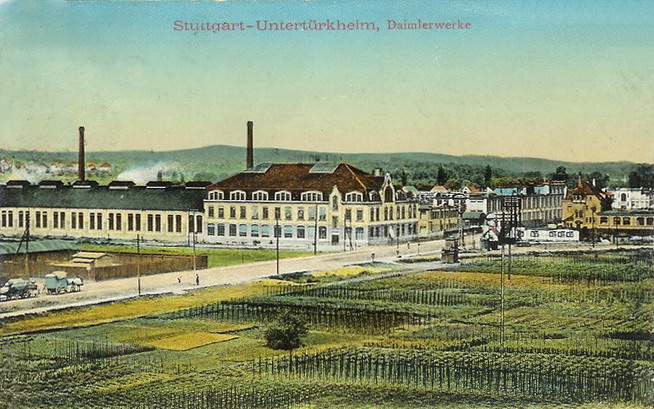
Завод DMG в Унтертюркхайме, 1911 год

Первая мировая война, обрушение курса валюты, а также проникновение на внутренний рынок Германии зарубежных производителей, таких как Ford Motor Company привели к серьёзному структурному кризису в немецкой автомобильной промышленности. Daimler Motorengesellschaft периодически рассматривала продажу участков в Зиндельфингене и Мариенфельде, однако приняло решение не делать этого и провести диверсификацию ассортимента продукции в 1922 году. Через год дочернее предприятие в Мариенфельде приступило к производству велосипедов под маркой Mercedes. Аналогичное производство планировалось развернуть и в Унтертюркхайме, однако ожидания компании касательно спроса на продукцию не оправдались. В качестве решения для выхода из кризиса Германский банк посоветовал двум автомобильным компаниям произвести слияние.
1 мая 1924 года между двумя немецкими автоконцернами, Benz & Cie. и Daimler Motoren Gesellschaft, было подписано соглашение о взаимной заинтересованности. И уже через два года компании приняли решение об объединении — так 28 июня 1926 года была основана новая компания Daimler-Benz AG (Aktiengesellschaft) с офисом в Берлине и административной штаб-квартирой в Штутгарте. Все подразделения нового концерна сошлись на том, что автомобили, выпускаемые с конвейеров, будут иметь наименование Mercedes-Benz в честь наиболее значимой серии транспортных средств DMG, спроектированных Вильгельмом Майбахом. Руководителем компании и главным конструктором стал Фердинанд Порше.
В 1928 году место руководителя концерном занял Ганс Нибель (нем. Hans Nibel). С его приходом были выпущены модели Mannheim-370 и Nurburg-500, разработку которых начал ещё сам Порше. Под руководством Вильгельма Кисселя первоначальные трудности были преодолены, и компания стабилизировала своё положение строго ограничивая количество моделей и благодаря внедрению гибкой системы производства, в первую очередь на крупных заводах в Унтертюркхайме, Зиндельфингене и Мангейме. Это также позволило успешно преодолеть мировой экономический кризис, который разразился в 1929 году. Рынок малолитражных автомобилей начал завоёвываться в 1931 году с моделью Mercedes-Benz 170. Затем с конвейера сошли легковой автомобиль Mercedes-Benz 200 и гоночный спорт-кар Mercedes-Benz 380, а также прочие представители марки.
В 1935 году у концерна снова сменился главный конструктор. На этот раз им стал Макс Заллер (нем. Max Sailer). Компания производила элитные автомобили, которые приобретались как зарубежными высокопоставленными персонами и лидерами государств, так и руководителями нацистской Германии. С 1937 года Daimler-Benz AG увеличило производство предметов вооружения, таких как грузовики LG 3000 и авиационные двигатели DB600 и DB601.
Во время Второй мировой войны Daimler-Benz также занималась производством двигателей для самолётов, танков и подводных лодок. Кроме того, компания производила детали для немецкого оружия, среди которых особо выделялись стволы для винтовки Маузера. После окончания войны в 1945 году концерн Daimler-Benz AG потерял все иностранные дочерние компании, филиалы и отделения, а также все активы на территориях, занятых советскими войсками. Ещё до капитуляции Германии, Отто Хоппе, который был вынужден покинуть совет компании по настоянию нацистов в 1942 году из-за своей еврейской жены, был вновь назначен в состав совета 1 мая 1945 года.

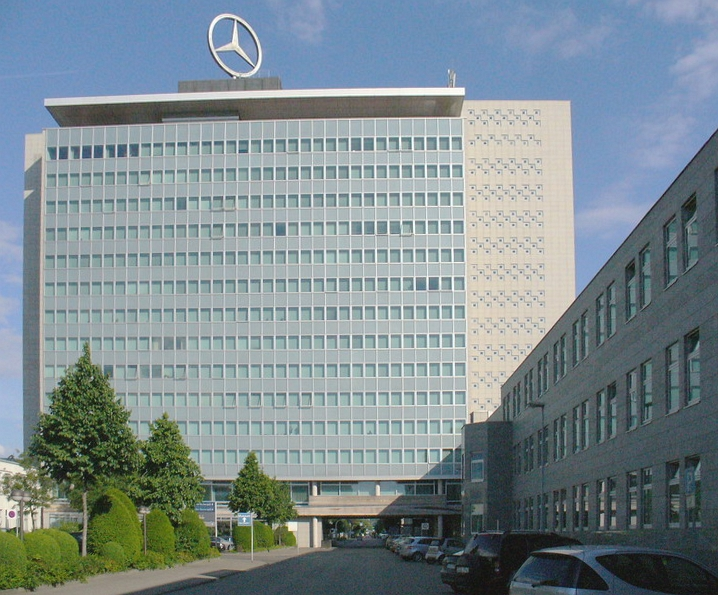
Штаб-квартира компании Daimler-Benz AG в Штутгарте-Унтертюркхайме в 1990 году

Приложив максимум усилий, компания получила новое разрешение на производство автомобилей от американских оккупационных властей 3 января 1946 году. Несмотря на сложные экономические условия, завод удалось в значительной степени восстановить благодаря денежной реформе 1948 года. Окончательно реконструкция завершилась в 1951 году.
1958 год ознаменовался внедрением в серийное производство новых двигателей с разработками фирмы Robert Bosch, обладавших высокоточной механической системой впрыска топлива. Это привело к существенному увеличению мощности выпускаемых автомобилей.
С 1946 по 1969 год Daimler-Benz AG экспортировал в СССР 604 легковых и 20 грузовых автомобилей, 7 автобусов и 14 автомобилей Unimog.
В 1989 году было основано подразделение Daimler-Benz AG InterServices (Debis), занимавшееся обработкой данных, финансовыми и страховыми услугами, а также управлением недвижимостью для группы Daimler.
В 1992 году в России появился первый официальный дилер концерна Daimler-Benz AG — АО «ЛогоВАЗ-Беляево». 8 декабря 1994 года было создано АОЗТ «Мерседес-Бенц Автомобили» (ныне акционерное общество «Мерседес-Бенц РУС»). Тем самым концерн Daimler-Benz AG стал первой иностранной автомобильной компанией, учредившей на территории Российской Федерации дочернее предприятие.
В 1998 году компания Daimler-Benz AG выкупила американского производителя автомобилей Chrysler и была переименована в DaimlerChrysler AG. После перепродажи Chrysler Group фонду Cerberus Capital Management и переименования группы на Chrysler LLC в августе 2007 года, название основной компании сменилось на Daimler AG.

## Руководство
В различные годы существования концерна Daimler-Benz AG пост генерального директора компании занимали следующие люди:
| ФИО                | Сроки правления                                                              |
| ------------------ | ---------------------------------------------------------------------------- |
| Вильгельм Киссель  | июнь 1926 — июль 1942                                                        |
| Вильгельм Хаспель  | август 1942 — январь 1952                                                    |
| Генрих Вагнер      | апрель 1952 — январь 1953                                                    |
| Фриц Кеннеке       | февраль 1953 — декабрь 1960                                                  |
| Вальтер Хитзингер  | февраль 1961 — февраль 1966                                                  |
| Йоахим Зах         | (с октября 1965 г. в роли главного исполнительного директора) — декабрь 1979 |
| Герхард Принц      | январь 1980 — октябрь 1983                                                   |
| Вернер Брайтшвердт | декабрь 1983 — август 1987                                                   |
| Эдзард Ройтер      | сентябрь 1987 — май 1995                                                     |
| Юрген Шремпп       | май 1995 — ноябрь 1998 (далее в рамках Daimler AG)                           |